# René Zeh

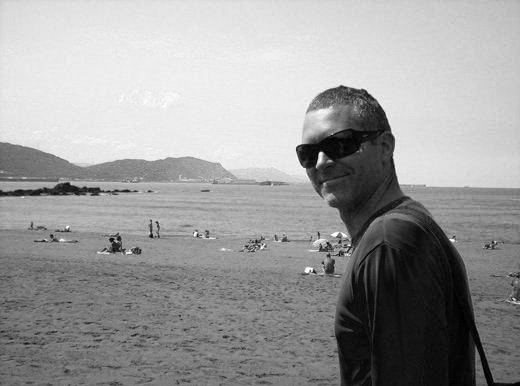
Arbeitsaufenthalt René Zeh, Bilbao, Nordspanien (2010)

René Zeh (* 1973 in Kempten, Allgäu) ist ein deutscher bildender Künstler.

## Leben
René Zeh studierte von 1995 bis 2001 an der Kunstakademie Düsseldorf, u. a. in der Klasse von Jan Dibbets, die er als Meisterschüler und mit einem Akademiebrief von Jan Dibbets / Georg Herold und Oswald Wiener verließ.
1999 stellte er in der Kunsthalle Fridericianum in Kassel, in der Ausstellungsreihe change is good, erstmals eigene Werke aus. Zwischen 2002 und 2013 erhielt er u. a. Stipendien des Landes NRW für New York City, USA, der Kunststiftung NRW, der Derik-Baegert-Gesellschaft, den Förderpreis für Kunst der Landeshauptstadt Düsseldorf sowie den Preis der Pollock-Krasner Foundation, New York.
Neben der Teilnahme an der  8th Baltic Triennial of International Art, im CAC in Vilnius, umfasst die nationale und internationale Ausstellungstätigkeit Ausstellungen im  Artspace  in Auckland, Neuseeland, in der Ausstellungshalle für zeitgenössische Kunst in Münster, im Qingdao Sculpture Museum, Quingdao, China Sowie institutionelle Einzelausstellungen im Frankfurter Kunstverein und im Kunstverein für die Rheinlande und Westfalen, Düsseldorf.
René Zeh lebt und arbeitet in Düsseldorf.

## Werk
„René Zeh geht in seinen Installationen, Skulpturen und Collagen der oberflächlichen Perfektion unserer Gegenwart nach und legt die Diskrepanz zwischen den Entwürfen für eine bessere Welt und ihrer faktischen Umsetzung offen. Die Koordinaten von Design, Architektur und Lifestyle verschieben sich dabei zugunsten einer scheinbar perfekten, in ihrem Kern aber brüchig gewordenen Umgebung, die das Wohnen zum gesellschaftlichen Schauplatz erhebt, an dem sich die moderne Subjektivität fortwährend ausstellen muss.“

Zehs Œuvre umfasst neben Skulpturen und Installationen auch Zeichnungen sowie Foto- und Videoarbeiten.